# انفجار مطار دافاو

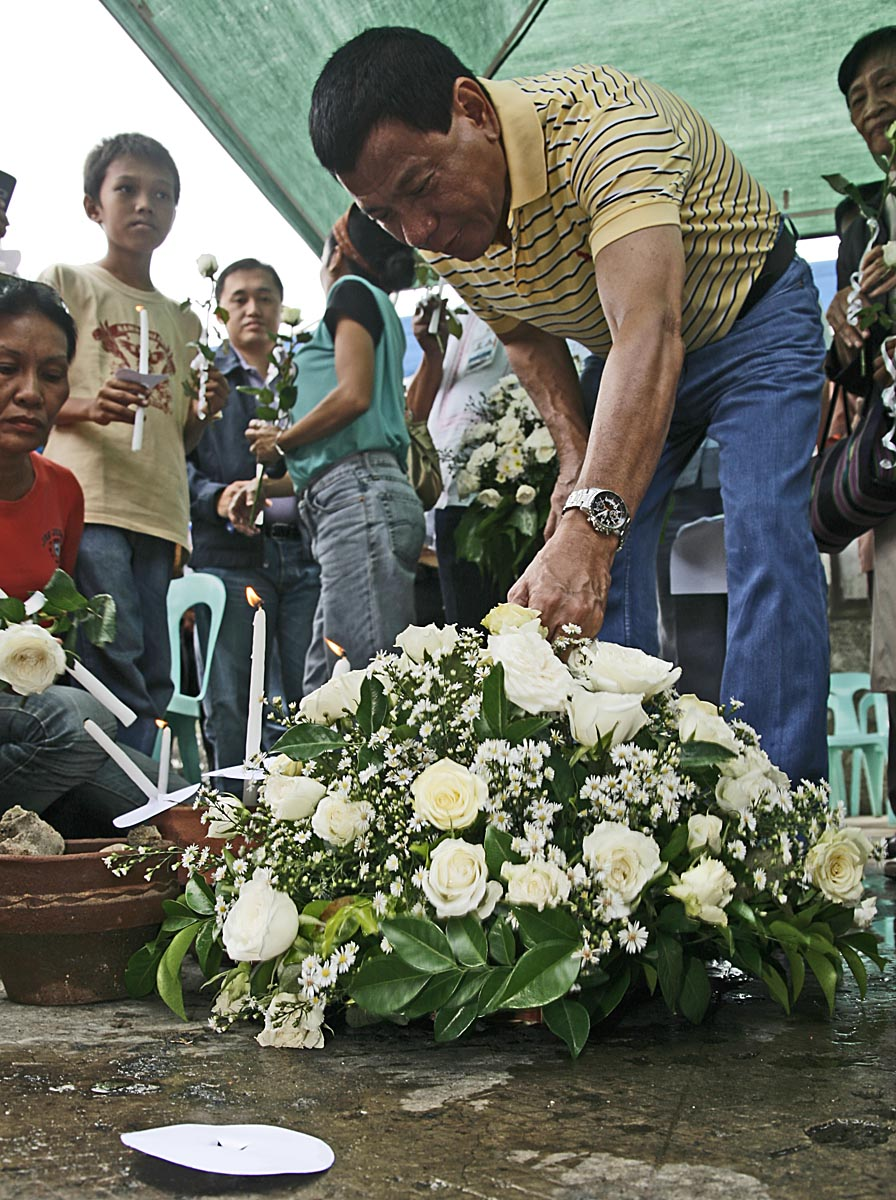
عمدة المدينة يضع الزهور في موقع انفجار المطار الذي أودى بحياة 21 شخصاً

انفجار مطار دافاو في 4 مارس 2003 انفجرت قنبلة في مطار فرانسيسكو بانجوي الدولي في مدينة دافاو مينداناو الفلبين، مما أسفر عن مقتل 21 شخصًا.
في الساعة 5:20 مساءً من يوم 4 مارس 2003 انفجرت قنبلة في حقيبة ظهر في منطقة الانتظار المزدحمة بمطار فرانسيسكو بانجوي الدولي في مدينة دافاو في جزيرة مينداناو الفلبينية. قتلت 21 شخصًا وأصابت أكثر من 100 آخرين وألحقت أضرارًا جسيمة بالمبنى.
يُشتبه في تورط الجماعة الإسلامية الانفصالية المسلحة جبهة تحرير مورو الإسلامية في هذا التفجير بالإضافة إلى هجمات أخرى. قالت جبهة مورو الإسلامية للتحرير التي كانت أحد المتحاربين في صراع مورو وتطالب بالحكم الذاتي لشعب مورو إنهم ليسوا الجناة.